# P.J. Pedersen
 Der er flere personer med dette navn, se P.J. Pedersen (præst).
Peder Jørgen Pedersen (8. april 1870 i Vetterslev – 5. marts 1962 i København) var en dansk minister og borgmester.

## Lærer
Han var søn af uddeler Jørgen Pedersen og hustru Sofie f. Nielsen, viste lovende intellektuelle evner og tog skolelærereksamen fra Blågård Seminarium 1888, var hjælpelærer i Lønborg 1888-92, blev vikar ved Københavns Kommunes skolevæsen 1893, fast ansat 1896 ved Oehlenschlægergades Skole og skoleinspektør ved samme skole 1919. Som skolelærer var han af den gamle skole og lagde vægt på disciplin. Pedersen var af samme grund heller ikke modstander af korporlig afstraffelse. 1915 var han initiativtager til stiftelsen af Foreningen mod kirkelig konfirmation (senere: Foreningen for borgerlig konfirmation).

## Politisk karriere
Han var medlem af bestyrelsen for Københavns Kommunelærerforening 1898-1900 og blev politisk aktiv i Socialdemokratiet, som han repræsenterede i Københavns Borgerrepræsentation 1913-25, heraf fra 1917 som medlem af budgetudvalget (formand fra 1919) og 1924-25 som formand for hele forsamlingen. Han var medlem af Landstinget 1924-25 og var undervisningsminister i den kortlivede regering Friis april-maj 1920.
Pedersen, der var en dygtig økonom, havde håbet at efterfølge Jens Jensen som finansborgmester i København (Københavns Magistrats 2. afdeling), men stillingen gik til den mindre kompetente Peder Hedebol. P.J. Pedersen blev i stedet borgmester for den mindre vigtige 4. afdeling 1925, hvilket han var indtil reformen af København styre 1938. Der var flere grunde til, at Pedersen blev vraget: Socialdemokratiet var bekymret for, at lærere i partiet skulle dreje partiet i konservativ retning, og samtidig var Pedersens personlighed kantet og barsk, hvilket ikke gjorde ham populær hos bl.a. Thorvald Stauning.
P.J. Pedersen gerådede ud i en langvarig, intrigepræget konflikt med Hedebol, som varede i årevis. Konflikten blev en belastning for partiet, og i 1938 trak de sig begge klogelig fra politik. Uoverensstemmelserne spredte gift ud for reformarbejdet i kommunen, men alligevel fik Pedersen i sin borgmestertid gennemført flere vigtige forslag. Knippelsbro blev fornyet som klapbro 1937, Kødbyen blev udvidet med moderne bygninger, og en ny bygningslov for kommunen så dagens lys (vedtaget 1939).

## Tillidshverv
P.J. Pedersen spillede en stor rolle inden for sygekassevæsenet. Han var bestyrelsesmedlem i Sygekassen Fremtiden 1903-19 (formand 1905-19), og i Dansk Forening for Socialpolitik 1916-30, medlem af forretningsudvalget for De samvirkende Sygekasser i Kjøbenhavn 1907-25 (formand 1914-25), for De samvirkende Centralforeninger af Sygekasser i Danmark 1913-19 og 1921-24, for de nordiske sygeforsikringsmøder fra 1923, medlem af Sygekassenævnet 1915-46, af voldgiftsrådet for sygekasser og læger 1916-48, formand for Sygeforsikringsforeningen Danmark fra 1915, for De samvirkende statskontrollerede Sygeforsikringsforeninger i Danmark fra 1923 og efter sin pensionering redaktør af Sygekassetidende 1938-54.
Han var endvidere medlem af styrelsen for Statens og Hovedstadskommunernes Studentereksamenskursus 1921-44, af erhvervsskatteudvalget for København 1913-25, af Københavns Begravelsesvæsens bestyrelseskommission 1916-25, af bestyrelsen for Husmoderhjælpens Korps 1920-30, af bestyrelsen for Husassistenternes Fagskole 1926-42 og af Københavns Havnebestyrelse 1926-38, revisor ved Sparekassen for Kjøbenhavn og Omegn 1924-26 og formand for københavnskredsen af Dansk Luftværnsforening 1936-41.
Han blev gift 15. november 1896 i Hellig Kors Kirke med Gerda Elisabeth Bäckman (1. maj 1874 i Kalmar – 5. februar 1943 i København), datter af sømand Karl Gustaf Bäckman (1844-1919) og Karolina Johansdotter (1846-1907).
Han er begravet på Vestre Kirkegård.
Pedersen er gengivet i et portrætmaleri af Eduard Saltoft (1925, Københavns Rådhus) og afbildet på sammes maleri fra 1934 af socialdemokratiske førere (forhen Folkets Hus). Maleri af Herman Vedel udstillet 1949. Tegning af Carl Jensen. Fotografier.

## Forfatterskab
- Vejledning i Regnskabsføring, 1930.
- Levevilkaar i Vetterslev, 1942.
- Slægtsforhold i Vetterslev, 1943.
- Sygekasseforhold i København
- Den offentlige Sygeforsikrings Udvikling